# SMART-1
SMART-1 o Smart 1 è una sonda dell'Agenzia Spaziale Europea lanciata in orbita intorno alla Luna. Il nome SMART è l'acronimo di Small Missions for Advanced Research in Technology (Missione compatta per lo sviluppo di tecnologie avanzate).
Il 3 settembre 2006 è avvenuto lo schianto della sonda con la superficie lunare nella regione denominata Lacus Excellentiae (Lago dell'Eccellenza). 

## Progetto della sonda
La sonda è un cubo lungo un metro circa (esclusi i pannelli solari). Al momento del lancio pesa circa 367 kg di cui 287 kg di massa non sono propellente.
La sonda è mossa da un propulsore ionico (al plasma) alimentato dai pannelli fotovoltaici e utilizza xeno come propellente. La sonda, al momento del lancio, dispone di circa 50 litri di xeno a 150 bar di pressione (82 chilogrammi di massa). Il motore, tramite un campo elettrostatico, accelera gli ioni di xeno ad alta velocità che espulsi dalla sonda producono una reazione uguale e contraria sulla sonda spingendola nella direzione opposta a quella degli ioni. Il motore è dotato di un impulso specifico di 16,1 kN·s/kg, più del triplo di quanto possano fornire i migliori motori chimici. Un kg di propellente (1/350 della massa totale della sonda) produce un delta-v di circa 45 m/s.
I pannelli fotovoltaici sono in grado di fornire circa 1190 W per alimentare i motori capaci
di erogare una spinta nominale di 68 mN e quindi un'accelerazione di 0,2 mm/s² o di 0,7 m/s per ora. I motori sono utilizzati per le manovre orbitali e non vengono utilizzati alla massima potenza ma con gradualità per consentire una migliore gestione della sonda. La particolare orbita scelta per la sonda richiede delle frequenti correzioni della rotta. La sonda infatti segue un'orbita a spirale, il tempo di vita dei motori è stimato in circa 5000 ore a 4 km/s con circa 1,5 MN·s.
Come parte della strategia dell'Agenzia Spaziale Europea sullo sviluppo di sonde a basso costo il costo totale della missione SMART-1 è di circa 110 milioni di euro.
SMART-1 è stata sviluppata dalla Swedish Space Corporation per conto della ESA.
Il Project Manager della missione è stato un italiano: il piemontese Giuseppe Racca.

## Missione
Una parte della Small Missions for Advanced Research in Technology, SMART-1 è il test di nuove tecnologie spaziali. Il primo obiettivo della missione è il test del motore ionico ad alimentazione elettrica. Inoltre la sonda serve a testare le tecnologie miniaturizzate per le strumentazioni scientifiche. Verifica l'efficienza e la resistenza della apparecchiature per poterne decidere un eventuale utilizzo nella future missioni ESA.
L'obbiettivo secondario era raccogliere informazioni sulla Luna e su come si sia formata. SMART-1 ha mappato la superficie lunare con i raggi X e gli infrarossi da diverse angolazioni per poter ottenere mappe tridimensionali della superficie. Inoltre utilizzando la spettroscopia a raggi X ha analizzato la composizione chimica della Luna. Un obiettivo specifico della missione è la ricerca di acqua ghiacciata sul polo sud tramite la luce infrarossa. Alcune zone del polo sud non sono mai esposte alla luce solare quindi sono le zone ideali per cercare acqua gelata. La sonda inoltre ha mappato la profondità di diversi crateri non illuminati dal sole alla ricerca di acqua.

## Volo
SMART-1 è stata lanciata il 27 settembre 2003 insieme all'Insat 3E e all'eBird 1 da un Ariane 5 partito dal Centre Spatial Guyanais nella Guyana francese. Dopo 42 minuti è stata rilasciata in orbita geostazionaria di trasferimento. La sonda ha utilizzato i suoi motori ionici per produrre un'orbita a spirale uscente durante i 13 mesi successivi.
Il 26 ottobre 2004, dopo la 289ª accensione dei motori, il motore aveva accumulato 3648 ore di attività su un monte ore totale previsto di circa 8000 ore avendo svolto, quindi, circa metà del proprio lavoro. Il motore aveva consumato 58.8 chilogrammi di xeno producendo un delta-v di circa 2737 m/s. Venne nuovamente accesa il 15 novembre per 4.5 giorni in modo da spingerla definitivamente nell'orbita lunare. I motori vennero nuovamente accesi nel febbraio 2005 per rallentare la sonda in modo da indurla nell'orbita finale ad un'altitudine compresa tra 300 e 3000 chilometri.
| Tabella dei parametri orbitali della sonda | Tabella dei parametri orbitali della sonda | Tabella dei parametri orbitali della sonda | Tabella dei parametri orbitali della sonda | Tabella dei parametri orbitali della sonda             | Tabella dei parametri orbitali della sonda |
| Data (UTC)                                 | Perigeo (km)                               | Apogeo (km)                                | Eccentricità                               | Inclinazione (gradi) (rispetto all'equatore terrestre) | Periodo (h)                                |
| ------------------------------------------ | ------------------------------------------ | ------------------------------------------ | ------------------------------------------ | ------------------------------------------------------ | ------------------------------------------ |
| 27 settembre, 2003                         | ~7 035                                     | ~42 223                                    | ~0,714                                     | ~6.9                                                   | ~10.6833                                   |
| 26 ottobre, 2003, 21:20:00.0               | 8 687.994                                  | 44 178.401                                 | 0.671323                                   | 6.914596                                               | 11.880450                                  |
| 16 novembre, 2003, 04:29:48.4              | 10 843.910                                 | 46 582.165                                 | 0.622335                                   | 6.861354                                               | 13.450152                                  |
| 8 dicembre, 2003, 06:41:47.6               | 13 390.351                                 | 49 369.049                                 | 0.573280                                   | 6.825455                                               | 15.366738                                  |
| 29 dicembre, 2003, 05:21:47.8              | 17 235.509                                 | 54 102.642                                 | 0.516794                                   | 6.847919                                               | 18.622855                                  |
| 1º febbraio, 2004, 22:46:08.6              | 20 690.564                                 | 65 869.222                                 | 0.521936                                   | 6.906311                                               | 24.890737                                  |
| 1º marzo, 2004, 00:40:52.7                 | 20 683.545                                 | 66 915.919                                 | 0.527770                                   | 6.979793                                               | 25.340528                                  |
| 25 agosto, 2004, 00:00:00                  | 37 791.261                                 | 240 824.363                                | 0.728721                                   | 6.939815                                               | 143.738051                                 |
| 1º ottobre, 2004, 21:30:45.9               | 69 959.278                                 | 292 632.424                                | 0.614115                                   | 12.477919                                              | 213.397970                                 |
| 26 ottobre, 2004, 06:12:40.9               | 179 717.894                                | 305 214.126                                | 0.258791                                   | 20.591807                                              | 330.053834                                 |

Dopo l'ultimo perigeo del 2 novembre l'11 novembre, 2004 passò il punto lagrangiano L1 ed entrò nell'area di dominio gravitazionale della Luna ed il 1748 UT del 15 novembre effettuò la prima orbita lunare. L'orbita, quel giorno, era di 6704 × 53 208 km, per un periodo orbitale di 129 ore sebbene l'orbita reale era compiuta in solo 89 ore. Questi dati indicano l'impatto significativo dei motori sull'orbita, infatti, se tutte le perturbazioni fossero cessate all'istante, l'orbita sarebbe stata di 40 ore più lunga.
| Tabella dell'orbita della sonda | Tabella dell'orbita della sonda | Tabella dell'orbita della sonda | Tabella dell'orbita della sonda | Tabella dell'orbita della sonda                     | Tabella dell'orbita della sonda |
| Data (UTC)                      | Perigeo (km)                    | Apogeo (km)                     | Eccentricità                    | Inclinazione (gradi) (rispetto all'equatore lunare) | >Periodo (h)                    |
| ------------------------------- | ------------------------------- | ------------------------------- | ------------------------------- | --------------------------------------------------- | ------------------------------- |
| 15 novembre, 2004, 17:47:12.1   | 6 700.720                       | 53 215.151                      | 0.776329                        | 81.085                                              | 129.247777                      |
| 4 dicembre, 2004 10:37:47.3     | 5 454.925                       | 20 713.095                      | 0.583085                        | 83.035                                              | 37.304959                       |
| 9 gennaio, 2005, 15:24:55.0     | 2 751.511                       | 6 941.359                       | 0.432261                        | 87.892                                              | 8.409861                        |
| 28 febbraio, 2005, 05:18:39.9   | 2 208.659                       | 4 618.220                       | 0.352952                        | 90.063603                                           | 4.970998                        |
| 25 aprile, 2005, 08:19:05.4     | 2 283.738                       | 4 523.111                       | 0.328988                        | 90.141407                                           | 4.949137                        |
| 16 maggio, 2005, 09:08:52.9     | 2 291.250                       | 4 515.857                       | 0.326807                        | 89.734929                                           | 4.949919                        |
| 20 giugno, 2005, 10:21:37.1     | 2 256.090                       | 4 549.196                       | 0.336960                        | 90.232619                                           | 4.947432                        |
| 18 luglio, 2005, 11:14:28.0     | 2 204.645                       | 4 600.376                       | 0.352054                        | 90.263741                                           | 4.947143                        |

ESA annunciò il 15 febbraio 2005 il proposito di estendere la missione SMART-1 per un altro anno, fino all'agosto 2006. La data di termine della missione è stata spostata al 3 settembre per permetterne una più favorevole osservazione dalla Terra.

### Fine missione

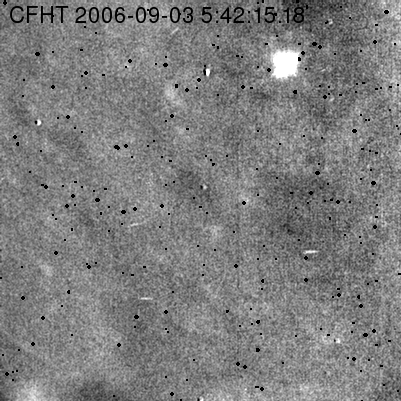
Foto scattata dalla Terra del lampo di luce provocato dall'impatto dello Smart 1 col suolo lunare

La missione della SMART-1 è terminata il 3 settembre 2006 alle 05:42:22 UTC. L'impatto della sonda con la Luna ha avuto luogo sulla faccia vicina della luna alla velocità di circa 2 km/s (kilometri al secondo).
Le coordinate del luogo dell'impatto sono: latitudine di 34,3° Sud e alla longitudine di 46,2° Ovest alle 7.42:22 ora europea. Osservatori terrestri professionisti e amatoriali di tutto il mondo – dislocati in Sud Africa, nelle isole Canarie, in Sud America, negli Stati Uniti continentali, nelle Hawaii ed in molte altre località – erano in attesa dell'impatto della sonda SMART-1, nella speranza di riuscire a scorgere il debole lampo prodotto dall'urto e di ottenere informazioni sulla sua dinamica e sulla superficie lunare scavata dalla sonda durante l'allunaggio. La qualità dei dati e delle immagini raccolti dagli osservatori terrestri – un tributo alla fine della missione SMART-1 ed un possibile ulteriore contributo alla scienza lunare - saranno vagliati successivamente.

## Eventi importanti e scoperte
|  |  |

- 17 giugno, 2004: Test della camera ad immagini della sonda. La camera prende un'immagine della Terra per prova, la camera pesa solamente 450 grammi.
- 2 novembre, 2004: Ultimo perigeo dell'orbita terrestre
- 15 novembre, 2004: Prima periluna dell'orbita lunare.
- 15 gennaio, 2005: Calcio individuato nel Mare Crisium.
- 26 gennaio, 2005: Prima immagine del suolo lunare viene inviata dalla sonda.
- 27 febbraio, 2005: Posizionamento nell'orbita finale della sonda, l'orbita finale è di circa 5 ore.
- 15 aprile, 2005: Inizia la ricerca dell'acqua sulla Luna
- 8 giugno, 2005: ESA annuncia l'individuazione di calcio sulla Luna.